# Hotel Italia

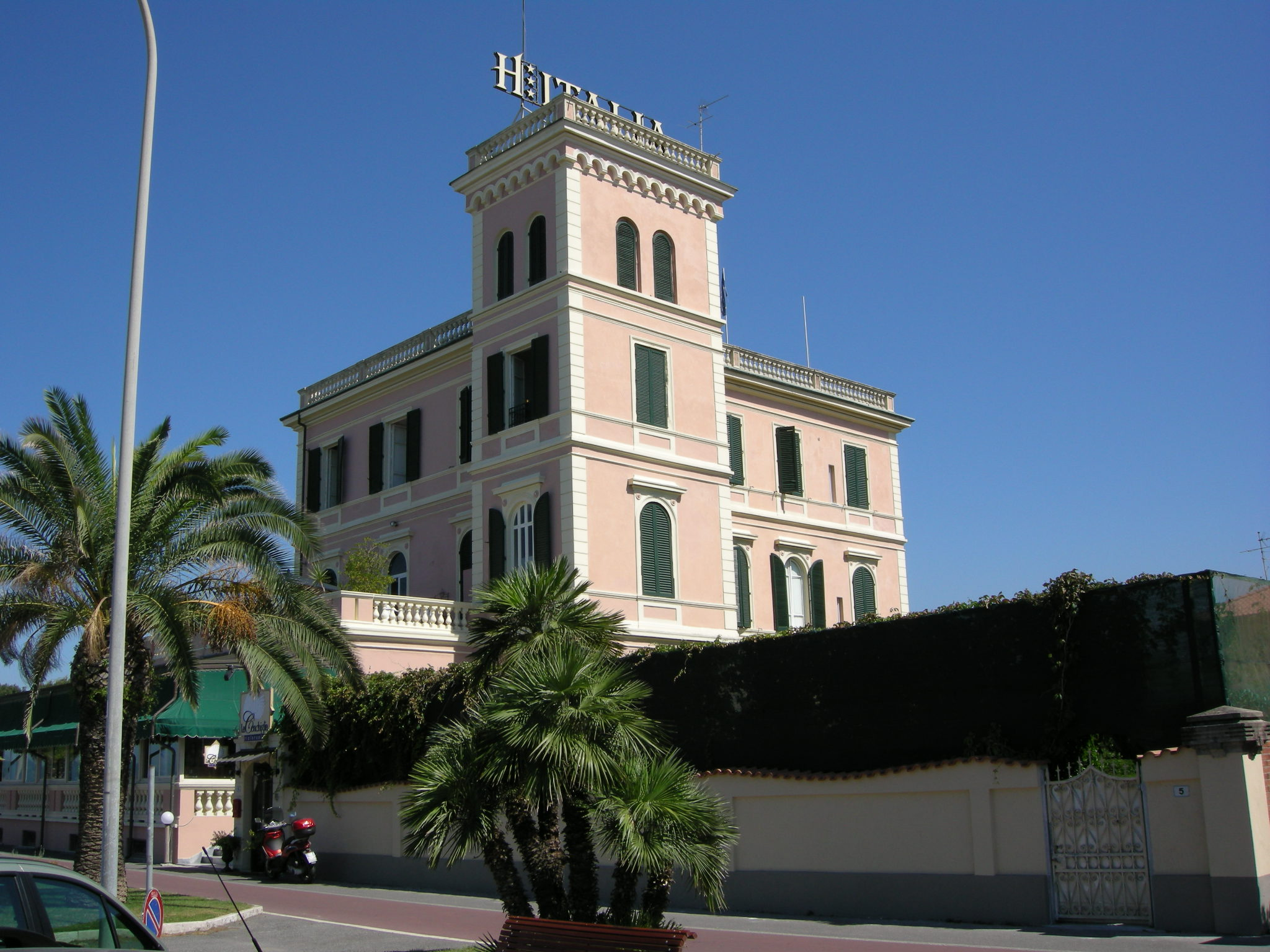
Hotel Italia

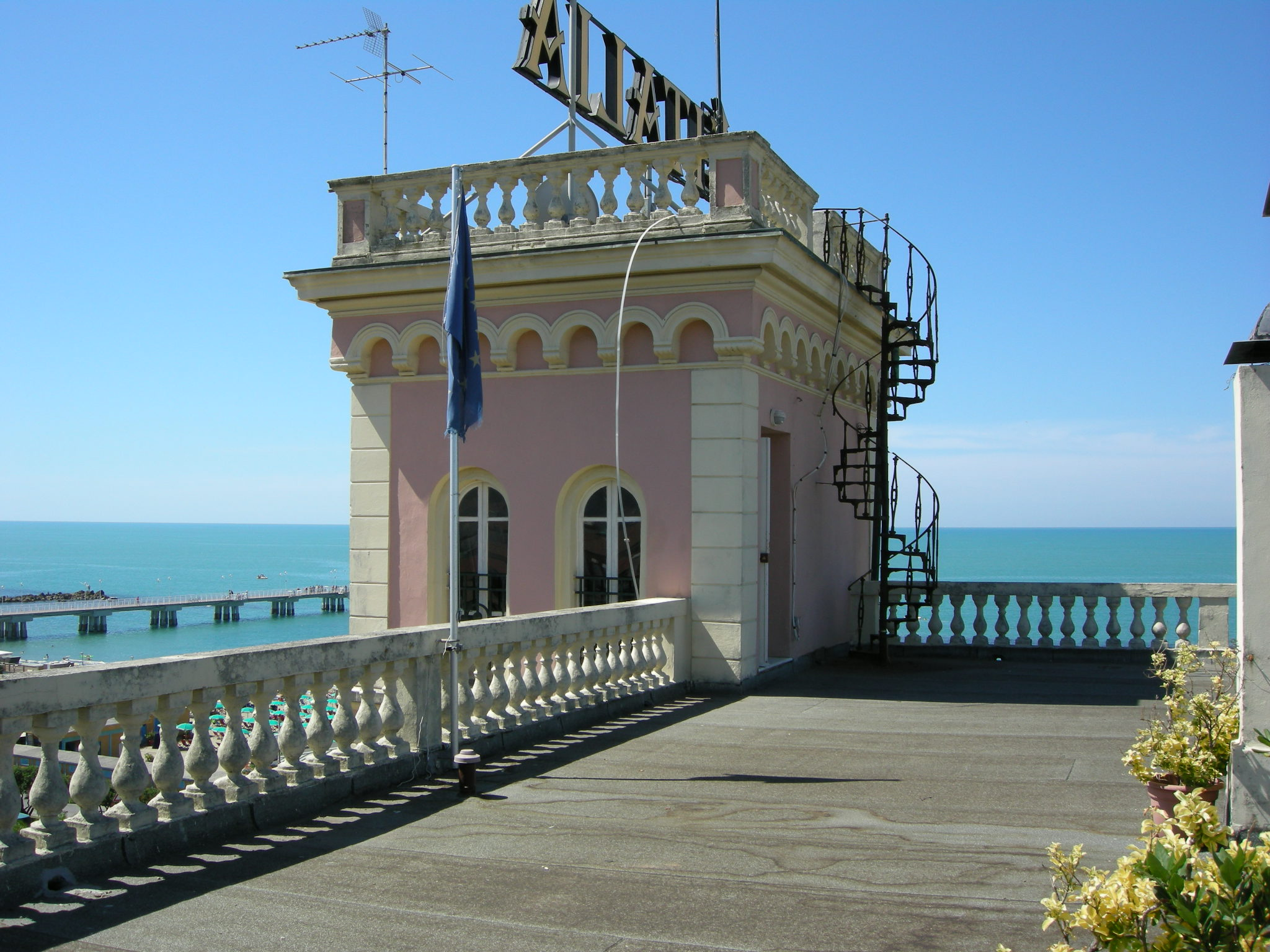
La torretta

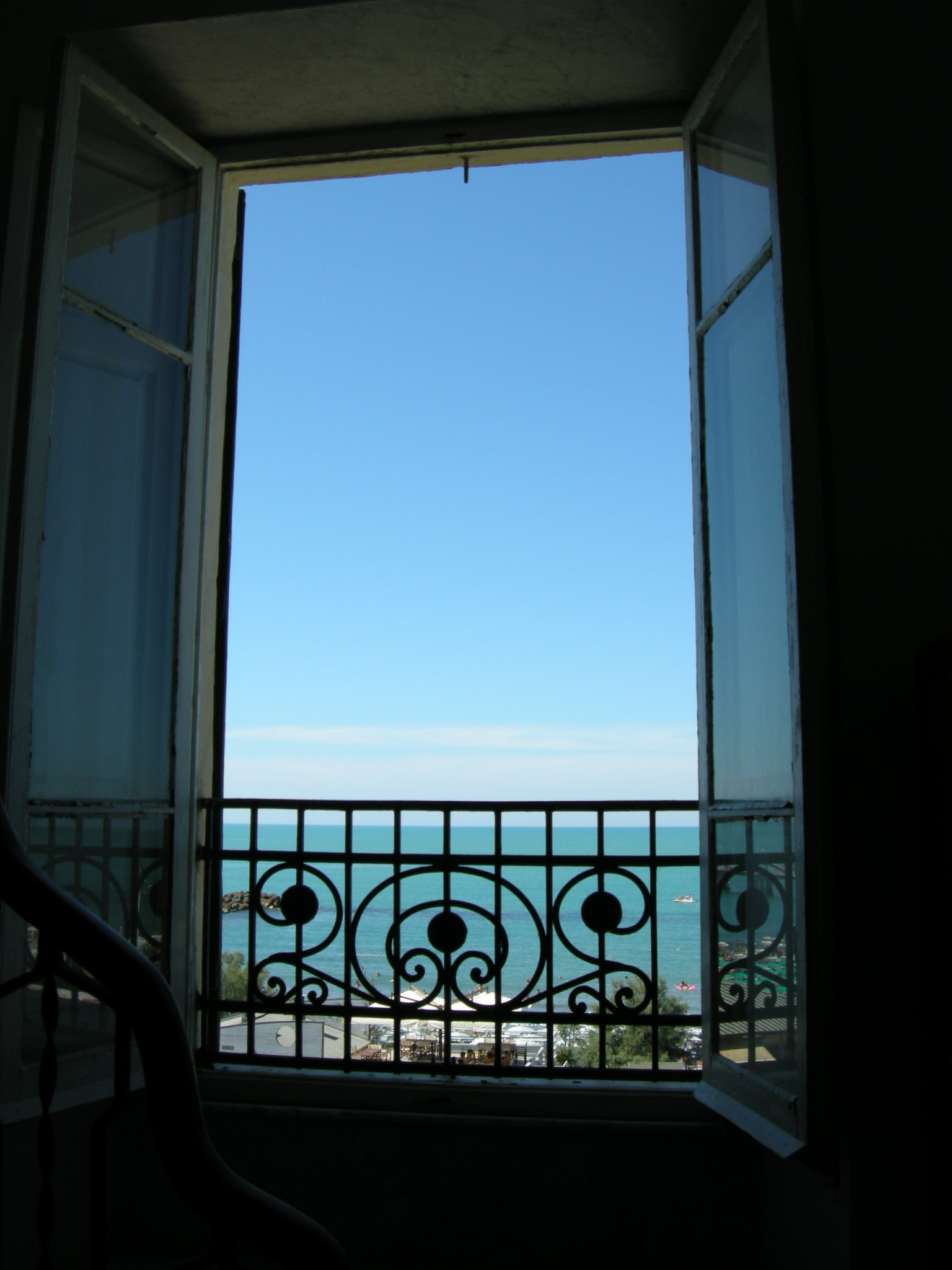
Finestra con balaustra

L'hotel Italia è una struttura alberghiera di Massa, situata in frazione Marina di Massa; si trova in un palazzo liberty in viale Amerigo Vespucci 3 (l'attuale lungomare).

## Storia
Non è certa la data di costruzione dell'edificio, che Giorgieri data al 1913, ma che invece in alcune foto storiche risulta già esistente ed adibito ad albergo nel 1906, anno in cui vi si tenne il ricevimento per il convegno promosso dall'amministrazione comunale di Massa sulle acque oligo-termali.
Secondo l'attuale proprietario, l'edificio sarebbe sorto come villa di proprietà della famiglia Serra, presumibilmente nei primissimi anni del Novecento.
Originariamente l'edificio "era collocato sulla spiaggia con l'ingresso dalla strada interna", non esistendo ancora il lungomare.
La destinazione ad albergo è rimasta costante nel tempo; prima dell'attuale gestione era di proprietà dei Toti ed era rimasto inutilizzato per circa dieci anni. Nel 1987 fu acquistato dall'attuale proprietario (Galeotti) che con grande passione ne ha curato un totale restauro riportando alla luce tracce di decorazioni pittoriche in quasi tutti gli ambienti.
Il recente risveglio di interesse per l'architettura liberty ha portato alla "riscoperta" dell'edificio che, insieme all'hotel Tirreno, segnò l'affermarsi di Marina di Massa come stazione balneare.
L'edificio inaugurò il modello della villa con torretta e terrazza verso il mare con portico d'ingresso sottostante, modello che sarà successivamente ripreso in diverse costruzioni litoranee (villa Franca, villa Doria) come espressione tipica del linguaggio architettonico balneare.

## Descrizione
L'ingresso avviene attualmente dal lungomare, mentre sul retro la proprietà si estende con un piazzaletto e un piccolo giardino fino alla strada parallela dalla quale originariamente si accedeva alla costruzione.
L'impianto rettangolare, disposto trasversalmente al lungomare, è affiancato dalla torretta contenente il corpo scala in cui attualmente si apre l'ingresso principale, ed è elevato su tre piani fuori terra più il seminterrato. Dalla terrazza di copertura del corpo principale si eleva una scaletta a chiocciola in ferro battuto che consente di raggiungere la copertura della torretta stessa, di un livello più alta.
Ambedue i corpi di fabbrica sono conclusi da una gronda aggettante, preceduta nella torretta da una fila di archetti pensili, e coronati dalla balaustrata a colonnine intervallate da plinti, motivo riproposto per la delimitazione della terrazza al piano terreno rialzato che originariamente precedeva il portico d'ingresso e che attualmente è chiusa da una veranda come prolungamento del portico stesso, adibito a sala da pranzo.
In una manifesto d'epoca è visibile l'impaginazione originaria del fronte verso il mare, con il portico chiuso da ampie vetrate tra i pilastri di sostegno della terrazza superiore, ora sostituiti da setti murari. Nella stessa rappresentazione si nota inoltre il trattamento a fasce orizzontali del piano terreno e un maggior uso di elementi decorativi all'esterno.
Attualmente i fronti sono in muratura intonacata dipinta in color rosa, su cui risaltano i bianchi inserti decorativi delle file verticali di finte bugne sui cantonali, delle fasce marcapiano, dei davanzali e delle incorniciature delle finestre.
Presentano una scansione regolare di aperture, in numero di tre sui lati brevi e di cinque sui laterali. La torretta, illuminata all'interno da una successione verticale di finestre affrontate, presenta all'ultima piano due strette monofore ad arco; dalle foto d'epoca la torretta appare finestrata su tre lati.
Sul retro si trovano un ingresso di servizio laterale e un portone di accesso centrale, preceduto da un'ampia scalinata in marmo allargata verso il giardino, che originariamente costituiva l'ingresso principale dell'albergo e che attualmente viene usato solo in occasioni particolari.
Il pianerottolo di arrivo dello scalone conserva la pavimentazione originale in graniglia con la scritta "Hotel Italia" a mosaico in tessere di vetro bianche. Sul fondo del giardino sorgono due piccoli annessi adibiti a dépendance.

## Interno

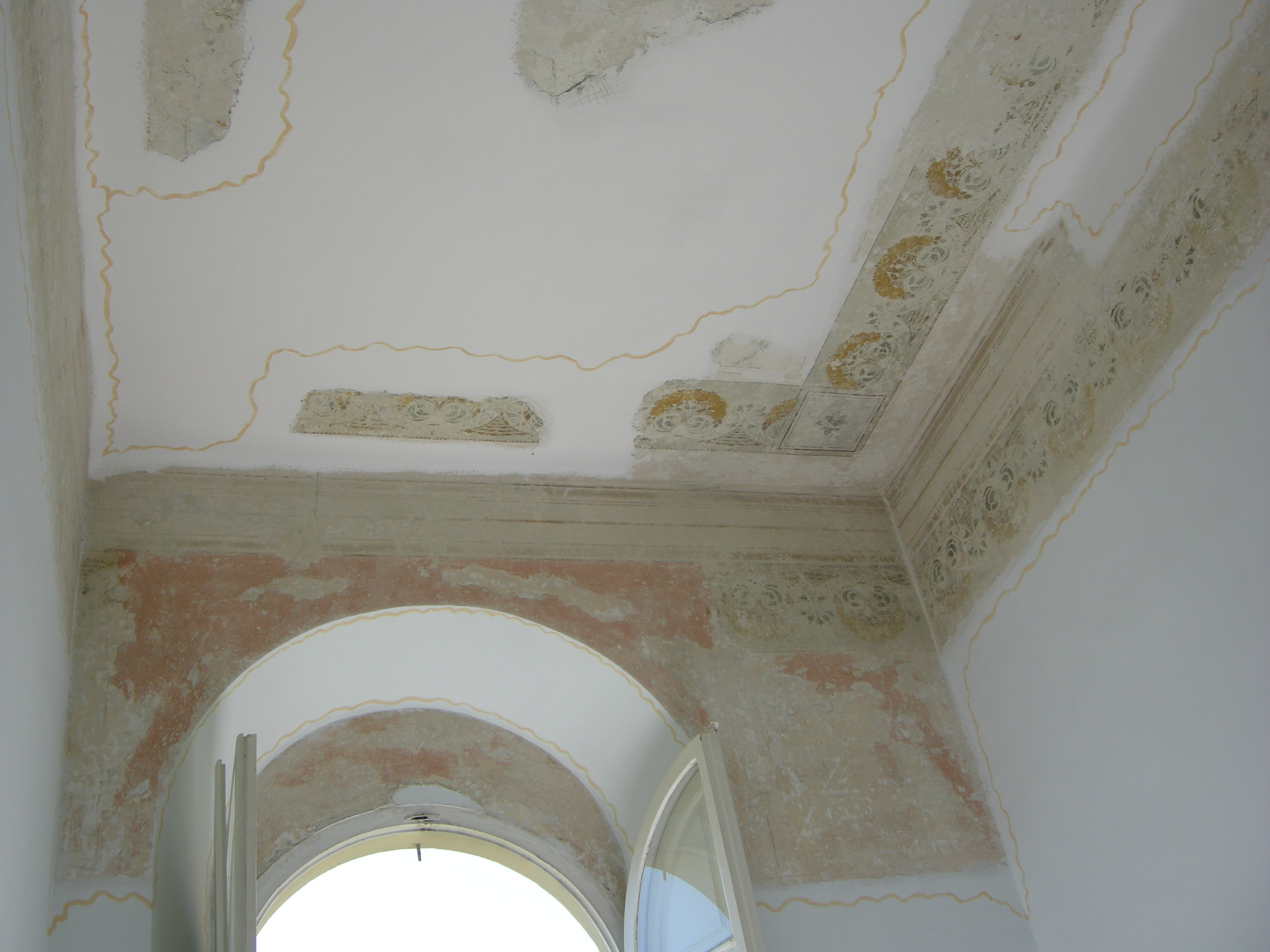
Tracce di affreschi in una camera

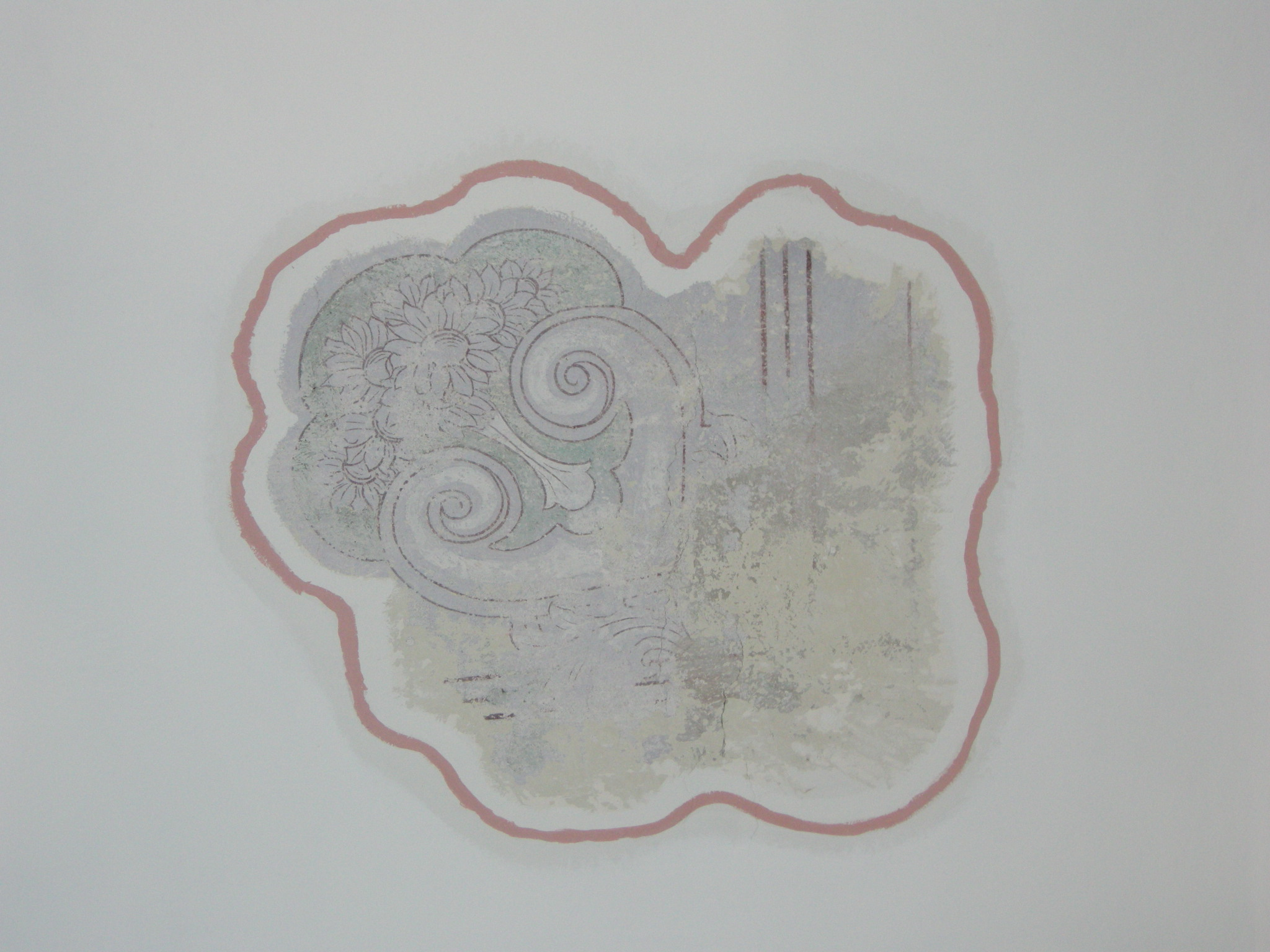
Tracce di affreschi

L'interno ha subito nel tempo notevoli rimaneggiamenti che ne hanno variato essenzialmente la distribuzione, ma conserva tuttavia qualche traccia dell'aspetto originario.
La scalinata rettilinea a due rampe alloggiata nella torretta è in marmo e conserva la ringhiera in ferro battuto con corrimano in legno; i pianerottoli sono pavimentati con piastrelle di marmo bianco e grigio disposte a scacchiera.
Sulle pareti dell'ultimo livello sono state rimesse alla luce con poca perizia tracce della colorazione originaria, rinvenuta anche in diverse camere. Allo stesso modo, i soffitti del salone d'ingresso e delle camere stesse mostrano una pallida ombra di decorazione pittorica di chiara matrice liberty e di buon livello artigianale che meriterebbe un adeguato restauro. Auspicabile sarebbe anche il ripristino del fronte principale, attualmente deturpato dalla veranda.
I saloni a pian terreno, con pareti ricoperte con carta da parati e pavimentazioni a marmettoni, conservano alcuni infissi interni originali, tra cui la vetrata di separazione con l'appartamento privato del proprietario, incorniciata da un'imbotte finemente intagliata.
I piani superiori, distribuiti da due corridoi a "L" su cui si aprono le diverse camere, conservano, pur seminascoste dalle tramezzature elevate successivamente, gran parte delle pavimentazioni originarie, in piastrelle esagonali di grès, in mattonelle di graniglia colorata disposte a motivi geometrici e, al primo piano, in quello che doveva essere un salone, in graniglia colorata gettata in opera con un ricco decoro perimetrale di colori contrastanti a sua volta racchiuso da tessere di mosaico.